# Eduardo Petta
Eduardo Romalino Petta San Martín (Encarnación, 6 de febrero de 1970)  es un político paraguayo que ocupó el cargo de ministro de Educación del Paraguay, durante el gobierno del presidente Mario Abdo Benítez. Tras desatarse una crisis interna en el país, el presidente Mario Abdo Benítez informó la remoción de su cargo el 6 de marzo del 2021.
Entre otros cargos públicos, se ha desempeñado como agente fiscal en Itapúa entre los años 2000 y 2005, director de la Policía Caminera (actual Patrulla Caminera) entre los años 2008 y 2011, senador entre 2013 y 2018, entre otros.
En el 6 de marzo del 2021, el presidente de la República, Mario Abdo Benítez, informó que decidió la remoción de Eduardo Petta como ministro de Educación.